# Marga Barbu
Marga Barbu (n. Margareta-Yvonne Butuc, n. 24 februarie 1929, Ocna Șugatag, Maramureș, România – d. 31 martie 2009, București, România) a fost o actriță română de teatru și film.

## Biografie și carieră
S-a mutat împreună cu familia în București după împlinirea vârstei de 14 ani. Prima ei mare dragoste a fost dansul și ar fi făcut orice ca să-și urmeze mama, balerină la Viena. A fost angajata Operei Române, dar la vizita medicală s-a descoperit că are o afecțiune cardiacă, fapt care a făcut-o să renunțe la ideea unei cariere în dans. Urmând diferite cursuri de actorie, dans și filozofie, alege în final actoria.
A absolvit Institutul de teatru din București în 1951. În teatru a debutat cu rolul Cherubino din piesa „Nunta lui Figaro” de Beaumarchais. A debutat în cinematografie în 1953 (Nepoții gornistului, în regia lui Dinu Negreanu), fiind cunoscută, în special, pentru rolurile Anița din seria Haiducilor și Agatha Slătineanu din seria „Mărgelatu”, dar și pentru rolul de compoziție din Domnișoara Aurica (regia Șerban Marinescu, 1986) pentru care a fost distinsă cu Premiul ACIN. A mai jucat, de asemenea, în Bietul Ioanide, de Dan Pița (1980) - Premiul ACIN și Comoara din Carpați, regizat de Cornel Todea (1975). Ultimul film în care a apărut a fost Lacrima cerului (1989).
A reprezentat cinematografia românească la numeroase festivaluri și evenimente internaționale: Festivalul de film de la San Sebastian (1966), Festivalul de film de la Karlovy Vary (1966), Festivalul de film de la Moscova (1969), Festivalul de film de la Sarajevo (1969), Zilele filmului în R.F. Germania (august 1968), Zilele filmului românesc în U.R.S.S. (1965), Zilele filmului românesc la Roma (1967), etc.
În afara carierei impresionante pe care a avut-o în cinematografie, Marga Barbu a fost și o mare actriță de teatru. Din 1952 și până la pensionarea sa în 1993, Marga Barbu a fost actriță la Teatrul Nottara (fostul Teatru al Armatei), unde iubitorii teatrului au putut s-o admire în roluri memorabile. Rolul său preferat din teatru a fost cel al Cleopatrei din piesa „Antoniu și Cleopatra” de William Shakespeare. A jucat exemplar roluri de comedie precum „Mâța-n sac”, „Mizerie și noblețe” etc.
A fost căsătorită timp de peste 30 de ani cu scriitorul Eugen Barbu, fiind la a treia căsătorie, prima consumându-se cu un inginer textilist din Ploiești,  iar cea de-a doua cu actorul Constantin Codrescu.

## Premii și Distincții
- Medalia Muncii (26 august 1954) „pentru merite deosebite în realizarea filmelor «Nepoții Gornistului» și «Răsare soarele» (Nepoții Gornistului seria a II-a)”[13]
- Pentru rolul Anița seria Haiducilor, dar și pentru rolurile din Facerea lumii și Urmărirea, Asociația Cineaștilor îi acordă Premiul pentru interpretare feminină (1971)[14]
- Ordinul Național „Serviciul Credincios”, în grad de cavaler (2004)[15] ca un „semn de apreciere pentru îndelungata și fructuoasa activitate artistică și pentru talentul și dăruirea puse în slujba artei spectacolului și a teatrului românesc”[16]

## Filmografie
- Nepoții gornistului (1953)
- Răsare soarele (1954)
- Vultur 101 (1957)
- La porțile pămîntului (1966)
- Procesul alb (1966)
- Haiducii (1966) - Anița
- Amprenta (1967)
- Răpirea fecioarelor (1968) - Anița
- Răzbunarea haiducilor (1968) - Anița
- Haiducii lui Șaptecai (1971) - Anița
- Zestrea domniței Ralu (1971) - Anița
- Facerea lumii (1971) - Irma / Gabi
- Săptămîna nebunilor (1971) - Anița
- Urmărirea (TV) (1971)
- Ultimul cartuș (1973) - doamna Semaca
- Dragostea începe vineri (1973) - Iulia
- Tatăl risipitor (1974)
- Un august în flăcări (Serial TV) (1974) - Gerda Hoffman
- Comoara din Carpați (1975)
- Zile fierbinți (1975) - actrița Clara
- Melodii, melodii (1978) - responsabila florăriei
- Omul care ne trebuie (1979) - soția lui Șerpescu
- Bietul Ioanide (1980) - Angela Valsamaky-Farfara - Premiul ACIN
- Drumul oaselor (1980) - Agatha Slătineanu
- Trandafirul galben (1982) - Agatha Slătineanu
- Cucerirea Angliei (1982) - Arlette de Falaise, mama lui Wilhelm Cuceritorul
- Misterele Bucureștilor (1983) - Agatha Slătineanu
- Masca de argint (1985) - Agatha Slătineanu
- Colierul de turcoaze (1986) - Agatha Slătineanu
- Domnișoara Aurica (1986) - Aurica - Premiul ACIN
- Totul se plătește (1987) - Agatha Slătineanu
- Martori dispăruți (1988)
- Lacrima cerului (1989)

## Imagini

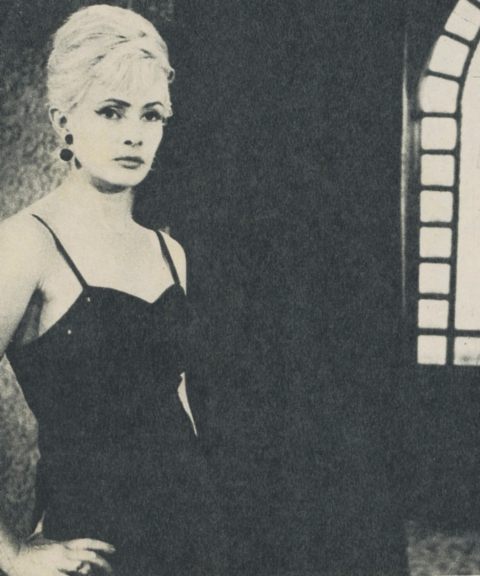
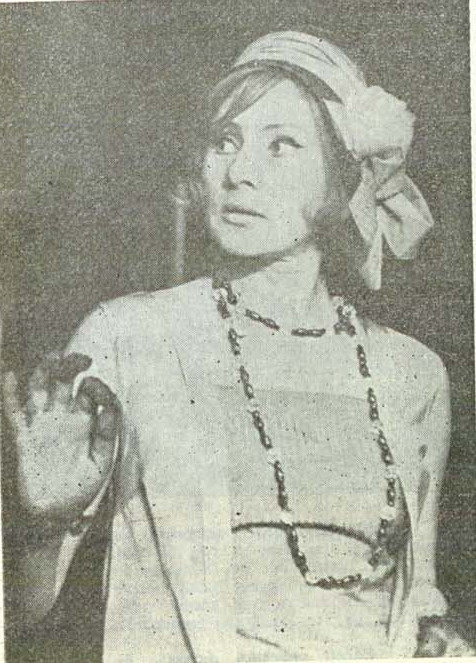
Colette în Gaițele de Al. Kirițescu
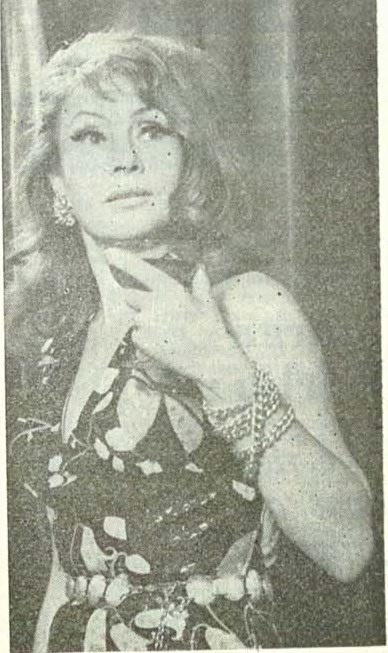
În Ultima oră de Horia Lovinescu